# سیارک ۱۳۳۴
سیارک ۱۳۳۴ (به انگلیسی: 1334 Lundmarka، نامگذاری:1934OB) هزار و سیصد و سی و چهارمین سیارک کشف شده‌است که در ۱۶ ژوئیه ۱۹۳۴ و در هایدلبرگ کشف شد.
قدر مطلق سیارک برابر ۱۱٫۳۰ است.